# NER-Klasse T3
Die NER-Klasse T3, später als LNER-Klasse Q7 bezeichnet, ist eine von Vincent Raven entworfene Baureihe von britischen Dreizylinder-Güterzug-Dampflokomotiven mit der Achsfolge D, die für schwere Kohlen- und Erzzüge entwickelt wurde. 1919 wurden fünf Maschinen für die North Eastern Railway (NER) gebaut, 1924 zehn für die London and North Eastern Railway (LNER). Eine Lokomotive ist im Locomotion Museum erhalten.

## Geschichte

### NER
Die Lokomotiven wurden von der North Eastern Railway (NER) im Jahr 1919 in Auftrag gegeben. Der genaue Beweggrund für ihre Entwicklung ist bis heute nicht eindeutig geklärt, da die NER zu diesem Zeitpunkt bereits über die leistungsfähigen und bewährten Lokomotiven der Klasse Q6 verfügte, die die betrieblichen Anforderungen erfüllte.
Mit der T3 wurde möglicherweise das Ziel verfolgt, im Hinblick auf eine zukünftige Vereinheitlichung der britischen Lokomotivtypen, eine besonders starke Dreizylinderlokomotive zu konstruieren. Der Entwurf stammte von Sir Vincent Raven und zunächst wurden fünf Exemplare in den Darlington Works gebaut.

### LNER
Nach der Integration der NER in die London and North Eastern Railway (LNER) wurden im Jahr 1924 weitere zehn Lokomotiven gebaut, womit sich die Gesamtanzahl auf 15 erhöhte. Die Klasse trug bei der LNER die Bezeichnung Q7.
Dieser zweite Auftrag ist besonders merkwürdig, da LNER zur gleichen Zeit mit der Aufarbeitung von ROD 2-8-0 Lokomotiven für weniger als die Hälfte des Preises einer Neubaulokomotive beschäftigt war. Darüber hinaus wurden sechs der zehn Q7-Lokomotiven aus dem Auftrag unmittelbar nach ihrer Fertigstellung nach Hull geschickt, wo sie auf ebenen Strecken eingesetzt wurden, anstatt auf den steilen Strecken zu den Bergwerken in der Region Tyneside, für die sie besser geeignet gewesen wären.

### BR
Nach der Verstaatlichung der britischen Eisenbahnen im Jahr 1948 wurden alle Lokomotiven von den British Railways übernommen, in die Klasse 7F eingeteilt und mit den Nummern 63460 bis 63474 versehen. Ihr Einsatz dauerte bis in die frühen 1960er-Jahre, bevor sie durch modernere Baureihen wie die BR-Standardklasse 9F ersetzt wurden. Alle 15 Loks wurden im November und Dezember 1962 ausgemustert. Die Lok Nr. 901 (BR-Nr. 63460), die erste Lok der Serie, ist erhalten und befindet sich seit 2024 im Locomotion Museum in Shildon.

## Betrieb

### Beheimatung
Von den von der NER beschafften Lokomotiven waren vier im Depot Hull Dairycoates und eine im Depot Tyne Dock bei Newcastle stationiert. Die von der LNER bestellten Lokomotiven wurden ebenfalls auf die beiden Depots aufgeteilt: Sechs kamen nach Hull, vier wurden in Tyne Dock eingesetzt. Ab 1927 erhielten auch andere Depots Q7-Lokomotiven. Bis im Sommer 1928 hatte Hull Dairycoates alle Q7 verloren. Die neuen Einsatzorte der Q7 waren Depots in Stockton, Selby, Sunderland, Darlington, Gateshead, York und Annfield Plain bei Consett. Anfang 1943 wurden alle Lokomotiven nach Tyne Docks verlegt, bis im Juni 1956 wieder sieben Lokomotiven nach Gateshead und drei nach Sunderland kamen, die aber alle bis 1959 wieder nach Tyne Docks zurückkehrten. Anfang 1960 befanden sich noch drei Lokomotiven in Sunderland, die aber bis August 1961 auch wiedern nach Tyne Dock zurückkehrten. Tyne Dock war das einzige Depot, in dem Q7 von der Ablieferung 1919 bis zur Ausmusterung 1962 ununterbrochen beheimatet waren.

### Einsatz
Die Lokomotiven wurden speziell für den Einsatz im Erz- und Kohleverkehr ausgelegt. Die im Depot Hull Dairycoates stationierten Lokomotiven kamen vor Zügen zum Einsatz, die Kohle aus dem Revier von Selby zu den Docks von Hull transportierten. Die Beladung erfolgte in Gascoigne Wood, der Transport verlief über eine nahezu ebene Strecke bis zum Hafen. Gegen Ende der 1920er Jahre gab Hull Dairycoates alle Q7-Lokomotiven ab, da diese Aufgabe von den schwächeren Q6-Lokomotiven übernommen wurde.
Die im Raum Newcastle stationierten Q7-Lokomotiven wurden auf den steilen Strecken zu den regionalen Zechen eingesetzt. Eine besonders anspruchsvolle Aufgabe war der Transport schwerer Eisenerzzüge von den Tyne Docks nach Consett. Sie wogen bis zu 710 Tonnen und wurden jeweils von einer Q7 als Zuglokomotive und einer weiteren als Schiebelokomotive befördert. Die Strecke wies überwiegend eine Steigung von 20 ‰ auf, mit Abschnitten von bis zu 28,5 ‰. Im Jahr 1949 hatte Tyne Dock zehn Einsatzpläne für Q7 auf dieser Strecke.
Mit der Einführung druckluftgebremster 56-Tonnen-Trichterwagen mit Drehgestellen in den 1950er-Jahren wurden fünf Q7-Lokomotiven mit Westinghousebremse und Doppel-Luftpumpen ausgerüstet. Zwischen 1957 und 1959 wurden die Q7 in diesen Diensten von Lokomotiven der BR-Standardklasse 9F abgelöst, welche die Luftpumpen der Q7 übernahmen.

## Technik
Die Heißdampflokomotiven waren als Vierkuppler der Achsfolge D mit einfacher Dampfdehnung ausgeführt. Die drei Zylinder und der Rauchkammersattel bildeten ein einziges Gussteil, das vermutlich zumindest für einige Lokomotiven bei Kitson and Company in Leeds in Auftrag gegeben worden war. Die gleiche Technik wurde auch bei den mechanisch sehr ähnlichen 2’B1’-Lokomotiven der Klasse Z verwendet. Alle Zylinder wirkten auf die zweite Kuppelachse und besaßen eigene Stephenson-Steuerungen, die Kolbenschieber mit einem Durchmesser von 222 mm (8 3⁄4 in) antrieben. Diese Anordnung wurde von den Einzellokomotiven der Klasse M, einer 2’B-Lokomotive mit Dreizylinder-Verbundantrieb, übernommen. Der Radstand zwischen der ersten und der zweiten Kuppelachse wurde vergrößert, um Platz für das Triebwerk zu schaffen. Er betrug 2135 mm (7 ft) statt 1750 mm (5 ft 9 in) wie bei den anderen Kuppelachsen.
Die T3 wurde nach den Standardisierungsplänen der Association of Railway Locomotive Engineers (ARLE) gebaut. Die Pläne wurden während des Ersten Weltkriegs entwickelt und hatten das Ziel eine maximale Austauschbarkeit der Teile zu erreichen. Die T3 verwendete auch den von der ARLE für schwere Güterzuglokomotiven vorgeschlagenen Durchmesser der Kuppelräder von 1422 mm (4 ft 8 in) im Gegensatz zu dem bei der NER üblichen Durchmesser von 1403 mm (4 ft 7 ¾ in).
Der Heißdampfkessel mit Schmidt-Überhitzer war eine modifizierte Version des Kessels der Z-Klasse mit 102 Heizrohren statt 90. Dieser Kessel wurde auch in der S3-Klasse verwendet. Die nach dem Ersten Weltkrieg von der LNER gebauten Lokomotiven hatten Kessel mit 133 Rohren und Robinson-Überhitzer, die bei Revisionen auch in die Lokomotiven der ersten Serie eingebaut wurden. Die Feuerbüchse im Stehkessel mit runder Decke war gegenüber der Vorgängerlokomotiven der Klasse T2 um 30 cm länger. Um trotzdem den Überhang der Maschine nicht zu vergrößern, wurde das Führerhaus verkürzt, das in der Länge nur noch einen Arbeitsraum von knapp 60 cm bot.
Eine Sandstreueinrichtung besandete die als Treibachse ausgebildete zweite Kuppelachse in Vorwärtsfahrt und die letzte Kuppelachse bei Rückwärtsfahrt. Die Lokomotiven waren mit einem dreiachsigen Schlepptender mit Außenrahmen gekuppelt, der 15,6 m³ Wasser und 5 t Kohle fasste.